# Panaque cochliodon
Zbrojnik niebieskooki (Panaque cochliodon) – gatunek ryby kostnoszkieletowej z rodziny zbrojnikowatych (Loricariidae). Występuje w dorzeczach rzek Magdalena i Cauca w Kolumbii. Dorasta do 40 cm.